# Дневниковое кино
Дневниковое кино — жанр экспериментальной селф-документалистики. 

## Структурная специфика
Кино-дневник так же, как и текстуальный дневник, является результатом повседневных или обладающих определенной периодичностью практик, которые затем выливаются в стилистически и тематически единое произведение. Его материалы тоже напрямую связаны с реальной личностью режиссера, который не только отвечает за процесс создания фильма, но и запускает дневник, являющийся его содержанием. Формат любого дневника — текстуального, аудиального, визуального — предполагает сосредоточенность материала на его авторе и его саморефлексии, анализе личного опыта. Если литературный дневник четко делится на «календарные» элементы, то кино является скорее компиляцию не всегда связанных между собой моментов, которые не образуют ясной сюжетной линии. Дневниковые тексты можно сравнить с ежедневником, а дневниковые фильмы больше напоминают записную книжку, по которой в случайном порядке разбросаны разнообразные заметки. 

## История
Массовое распространение селф-документалистики пришлось на послевоенное время. До этого массовость и аттрактивность кино активно использовались государственными инстанциями в целях политической пропаганды. Документальные фильмы снимались на заказ и не соответствовали тем характеристикам, на которые претендовали, — непредвзятости автора, отсутствию постановок. На реформацию кино в сторону самовыражения отдельных личностей  повлияло, во-первых, техническое развитие. Появление небольших, портативных и недорогих камер сделало практику съёмки доступной для гораздо большей аудитории. Это и положило развитие таким явлениям как этнографический и автобиографический фильм, home-movie и дневниковое кино.
Большую роль сыграли авангард и экспериментальное кино, существовавших как протестные по отношению к киноиндустрии. Можно выделить два постулата-предпосылки авангарда, которые повлияли на рождение дневникового кино: во-первых, уход от понимания кино как способа рассказывать истории, то есть отказ от сюжета в пользу визуальной составляющей; во-вторых, тезис о том, что кино должно быть отражением субъективных восприятия и переживания мира автором . В конце 1930-х Америка приняла волну европейских эмигрантов, принесших эти идеи с собой и повлиявших на становление американского авангарда и выработку американской экспериментальной традиции. Первые прямые предшественники кино-дневников появились вместе с расцветом американского экспериментального кино: именно в это время Майя Дерен сняла «The Private Life of A Cat» (1946), Стэн Брэкидж занялся работами наподобие «Wedlock House: an Intercourse» (1959), а Мэри Мэнкен, сильно повлиявшая на Йонаса Мекаса, которого можно смело назвать популяризатором жанра, создала «Notebook» (1962).
Изначально дневниковое кино представляло собой то, что было описано выше — коллажные ленты, являющиеся нелинейным сборником эпизодов из личной жизни режиссера. Такие фильмы являлись способом самопознания, рефлексивной практикой, сосредоточенной на самовыражении конкретного человека. Позже, в 1970-х, дневниковое кино стало трансформироваться. Авторы дневников начали выстраивать свои фильмы не только вокруг себя, но и вокруг своих близких. К примеру, в 1974 году вышел фильм Казуо Хара «Предельно личный Эрос. Песня любви», посвящённый отношениям режиссёра с бывшей женой. А в 1982 году Эд Пинкус закончил свою трёхчасовую ленту «Дневники» о взаимоотношениях с женой и детьми. Двумя годами позже появился почти такой же впечатляющий по длине дневник Росса МакЭлви «Марш Шермана», который, с одной стороны, стал терапевтической практикой после расставания с девушкой, а, с другой, подробным изучением похода американского генерала Уильяма Шермана во времена Гражданской войны. Для этих фильмов важна не личная экспрессия, но вкрадчивое исследование конкретных проблем, которые важны для автора. Это сделало дневники более открытыми к размещению в политических, исторических, социальных контекстах.

## Современные кино-дневники
Современное дневниковое кино очень неоднородно. Одной из новейших форм этого жанра является видеоблог — разновидность блога, которая сосредоточена на запечатлении повседневной реальности автора. Влог является одной из самых популярных разновидностей кино-дневников как для авторов, так и для зрителей. К влогам относится множество разнообразных практик, которые отличаются от основного корпуса кино-дневников способом дистрибьюции, а также более классической формой. 

## Близкие жанры
Дневниковое кино достаточно сложно отделить от родственных направлений документалистики — home-movie и автобиографии. Тем не менее, американский исследователь П. Адамс Ситни подчеркивает, что автобиографический фильм обращен к прошлому, при его создании выбирается «отправная точка», от которой отстраиваются рефлексии автора. Автобиография – всегда попытка рассказать законченную историю, в то время как кино-дневник — это «коллекция оторванных друг от друга настоящих», которые рассказывают множество историй сразу . Home-movie отличается от дневникового кино гораздо более ограниченным набором сюжетов: обычно для домашних видео снимают дни рождения, семейные собрания, детские игры. Такие практики больше напоминают форму коммуникации внутри определенного круга людей и являются скорее «семейным ритуалом»  нежели попыткой саморефлексии.